# Lütticher Straße (Aachen)

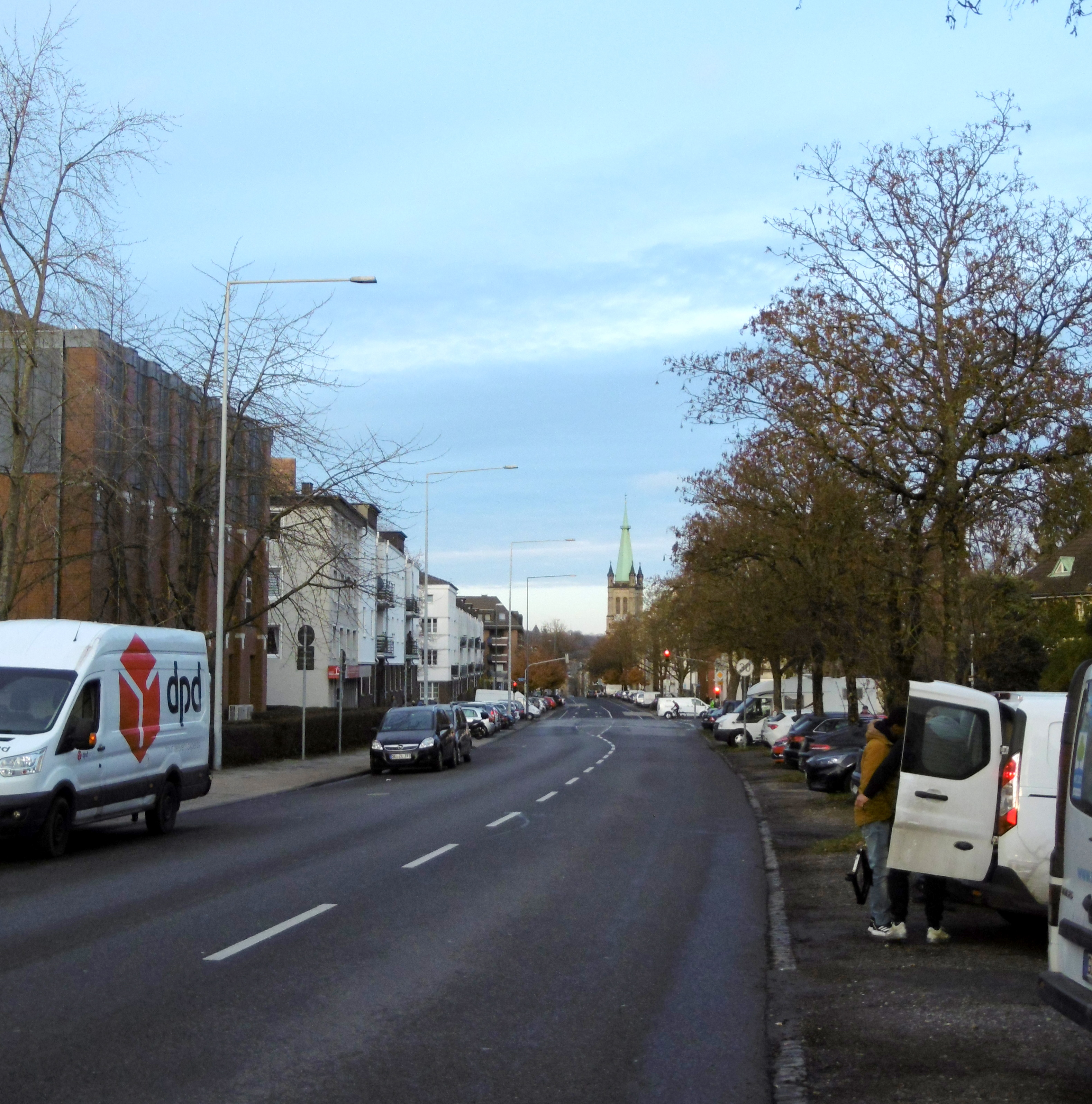
Lütticher Straße im Abschnitt Schanz bis Klemensstraße (Blick stadtwärts)

Lütticher Straße  in Aachen ist der Name einer Straßenverbindung vom Haltepunkt Aachen Schanz bis zur deutsch-belgischen Grenze bei Bildchen. Sie ist eine der acht großen Ausfallstraßen Aachens und ist heutzutage auf deutscher Seite Teil der Bundesstraße 264 und setzt sich auf belgischer Seite als Nationalstraße 3 über Kelmis und Lüttich nach Brüssel fort. Sie war im Mittelalter und in der Frühen Neuzeit eine der bedeutendsten kontinentalen West-Ost-orientierten Heer- und Handelsstraßen sowie Teil der Brabanter Straße bzw. der Heeresstraße Brüssel-Lüttich-Aachen nach Leipzig.

## Geschichte
Bereits seit dem Mittelalter bestanden mehrere Heer- und Handelswege zwischen Aachen und Lüttich, da zum einen schon zu Römerzeiten und erst recht zu Zeiten Karls des Großen eine Landverbindung von Aachen zu den Häfen an der Maas von strategischer und logistischer Bedeutung war und zum anderen Aachen seit dem Spätmittelalter bis ins Jahr 1802 dem Bistum Tongern-Maastricht-Lüttich angehörte. So verlief unter anderem eine mittelalterliche Heerstraße, die größtenteils identisch ist mit der Via Regia, von Aachen vorbei an Gut Melaten nach Gulpen und von dort nach Visé an die Maas, von wo aus sie flussaufwärts über Herstal nach Lüttich führte. Eine weitere alte Verbindung existierte vom Jakobstor her über Hergenrath und Walhorn nach Limbourg an der Weser im Herzogtum Limburg, von wo aus sie entlang dieses Flusses über Verviers weiter nach Lüttich verlief. Von dieser zweiten Variante zweigte beim Grenzort Bildchen ein Weg zur Galmeigrube Altenberg (später Vieille Montagne) ab, die als Materialquelle auch für die Aachener Kupferschläger diente.
Im späten 17. Jahrhundert, als der Raum Eupen und Verviers unter der Herrschaft der katholisch geprägten Spanischen Niederlande stand, fanden erste Verhandlungen zum Ausbau eines neuen länderübergreifenden Handelsweges von Lüttich über Aachen nach Köln statt, doch gegenseitiges Misstrauen und unterschiedliche Zollbestimmungen ließen dieses Vorhaben zunächst scheitern. Nach der Machtübernahme dieser Region im Jahr 1714 durch die Österreichische Niederlande wurden die Verhandlungen in den Folgejahren mehrmals und zumeist ergebnislos wiederaufgenommen. Erst durch Antoniotto Botta Adorno, den  bevollmächtigten Minister der Kaiserin Maria Theresia in den österreichischen Niederlanden, kamen erste Fortschritte zustande. Bei einem Treffen Adornos mit dem Aachener Stadtrat und dem Kurfürsten von der Pfalz Karl Theodor, der zuständig für die geplante Weiterführung der Straße von Aachen über Eschweiler und Düren nach Köln war, wurden erste Pläne zur Trassenführung und Absprachen zu Zollbestimmungen gefasst. Schließlich genehmigten am 15. Februar 1750 die Verantwortlichen im Herzogtum Limburg den Ausbau der neuen Straße vom Südrand des Aachener Waldes zunächst bis Herve, da die Weiterführung bis Lüttich in der Verantwortung des Hochstifts Lüttich lag. Diesem Akt folgte am 12. Oktober 1750 die Unterzeichnung des Bauvorhabens in ihren Zuständigkeitsbereich durch die amtierenden Aachener Bürgermeister Franz von Fürth und Martin Lambert de Lonneux sowie durch die „abgestandenen“ (vormaligen) Bürgermeister Alexander Theodor von Oliva und Jakob Niclas.
Da es sich auf Aachener Seite jedoch schwierig gestaltete, die Passhöhe beim Preusberg im Aachener Wald mit einer durchschnittlichen Steigung von 8 % zu überwinden, wurde der Aachener Stadtbaumeister Johann Joseph Couven beauftragt, zusammen mit seinem erst 15-jährigen Sohn Jakob Couven, der zu dieser Zeit bei der Stadt eine Ausbildung zum Baumeister absolvierte, bevor er später seinem Vater im Amt folgte, eine oder mehrere Trassen zu vermessen, die den gewünschten Anforderungen für eine größere Handelsstraße entspräche. Am 25. August 1751 legte Couven ein Gutachten vor, das zwei Varianten anbot. Schließlich wurde eine der beiden Möglichkeiten favorisiert, woraufhin im Jahr 1752 die Ausschreibung zur Umsetzung des Bauvorhabens erfolgte, das ein Jahr später begonnen wurde, wie die eingravierte Jahreszahl „1753“  in einem Schlussstein eines Bogens des Abzugskanals bei dem späteren Ausflugslokal „Waldschenke“ anzeigt. Während die Arbeiten im Bereich des Herzogtums Limburg zwischen Herve und dem Unteren Backertsweg am Aachener Landgraben, der Grenzverlauf des Aachener Reichs, zügig voranschritten, stockten sie im Abschnitt von Herve bis Lüttich (unter Zuständigkeit des Hochstifts Lüttich) und kamen zusätzlich auf Aachener Seite (unter Zuständigkeit der Aachener Bürgermeister) sogar völlig zum Erliegen. Erst nach seiner Wahl zum Fürstbischof von Lüttich setzte sich im Jahr 1772 Franz Karl von Velbrück maßgeblich für den Weiterbau ein, auch Anbetracht dessen, dass die in ihrer Blüte stehende Eupener Tuchindustrie neue Absatzmärkte erschlossen hatte und damit effektive Handelswege benötigte. Zunächst wurde nach erneuten langwierigen Zollverhandlungen der Abschnitt von Lüttich bis Herve im Jahre 1787 fertiggestellt und dem bereits fahrbereiten Teilstück von Herve bis zum Unteren Backertsweg angegliedert. Im gleichen Zeitraum wurde die neu ausgebaute Pflasterstraße zwischen Eupen über Herbesthal als Zubringer zur Lütticher Straße östlich von Henri-Chapelle ebenso angeschlossen wie eine neue und kürzere Verbindung von Visé über Aubel nach Henri-Chapelle. Lediglich das Teilstück über die Waldeshöhen in Richtung Aachen zeigte sich immer noch als morastiger Waldweg in unfertigem Zustand, an dem auch ein flammender Appell des obersten Verwaltungsbeamten der Österreichischen Niederlande in Brüssel, Graf Ludwig Karl von Barbiano-Belgiojoso, bei der Stadtregierung in Aachen vorerst nichts ausrichten konnte.
Die Reichsstadt Aachen war zu diesem Zeitpunkt maßgeblich mit den Auswirkungen der Aachener Mäkelei beschäftigt und konnte sich durch wechselnde gegenseitige Blockierungen der Kontrahenten im Stadtrat nicht zu einem Weiterbau entscheiden. Erst nach der Übernahme Aachens durch vom Kaiser beauftragte Truppen des Jülicher Herzogs Karl Theodor  von der Pfalz am 4. Januar 1787 wurden auf Basis der ehemals von Couven vorgeschlagenen und vermessenen Trassenführungen zwei Vorschläge diskutiert, von denen der eine vom Jakobstor zum Forsthaus und dem ehemaligen Wachturm Adamshäuschen und weiter nach Waldschenke verlaufen sollte, was dem heutigen Preusweg und dem Karlshöher Talweg entspricht, und der andere vom Jakobstor an Gut Grundhaus vorbei ebenfalls zur Waldschenke ziehen sollte, von wo er anschließend durch einen Hohlweg zum Unteren Backertsweg am Landgraben führen sollte.

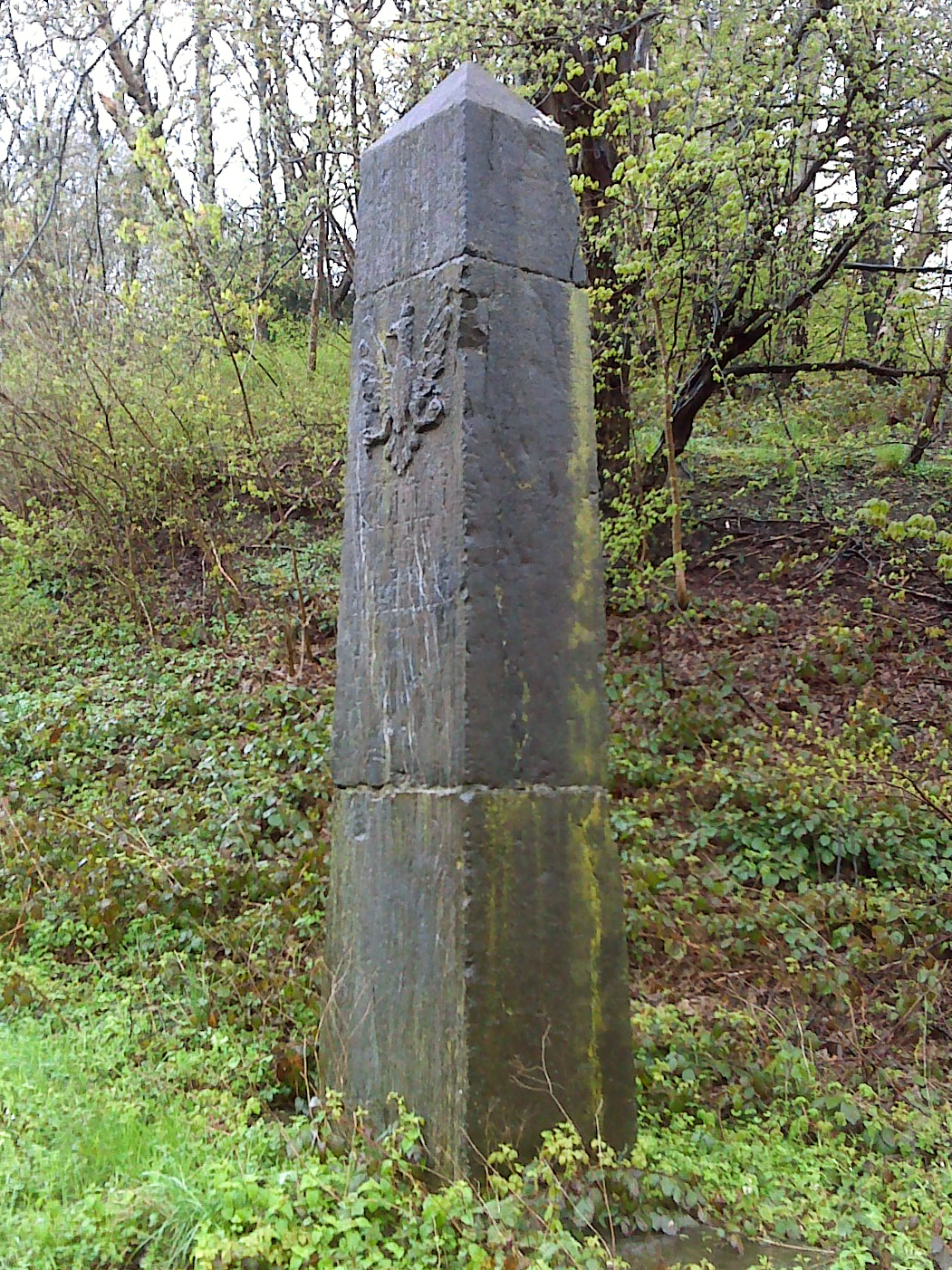
Preußischer Meilenstein an der Zollhaussiedlung

Politische Unruhen wie der zweimalige Einmarsch der Franzosen erstmals im Jahr 1792 und erneut von 1794 bis 1815 sorgten wiederum für Bauverzögerungen. Erst 1797 ordneten die neuen französischen Machthaber die endgültige Fertigstellung der Straße als „Grande Route“  an. Dazu rekrutierten sie rund fünfhundert Arbeiter aus allen Berufsbereichen Aachens wie beispielsweise Weber, Scherer, Fabrikarbeiter und andere, die für einen Hungerlohn und etwas Brot im Straßenbau schuften mussten. Nach dem Zusammenbruch der Napoleonischen Herrschaft und dem Abzug der französischen Truppen im Jahr 1815 und der Angliederung des Kreises Eupen an Preußen wurde die Lütticher Straße nun als „Preußische Staatsstraße 1. Ordnung“ geführt, die von Köln über Aachen in Richtung Lüttich bis zur damaligen preußisch-belgischen Grenze an der Kreuzung „Weißhaus“ am Grenzstein 187, dem neuen preußischen Zollhaus östlich von Henri-Chapelle, durch preußisches Gebiet verlief. Zugleich wurde sie auf Höhe Kelmis zur Grenzstraße zum sich nördlich daran anschließenden neuen Kleinstaat Neutral-Moresnet, der von 1815 bis 1914 existierte. Darüber hinaus ließ die preußische Verwaltung die Straße neu vermessen und stellte dazu Preußische Meilensteine auf, von denen derzeit (im Jahr 2020) noch die unter Denkmalschutz gestellten Meilensteine bei der Grube Schmalgraf in der Gemeinde Lontzen westlich von Kelmis und bei der Zollhaussiedlung im Aachener Wald sowie ein Viertelmeilenstein bei Gut Grundhaus existieren.
Mit dem Bau der Eisenbahnlinie von Aachen durch den Buschtunnel zum Bahnhof Herbesthal und weiter nach Lüttich im Jahr 1843 konnte ein Großteil des Güterfernverkehrs auf die Schiene verlagert und die Straße somit entlastet werden. Nach dem Ersten Weltkrieg und dem Anschluss des vormaligen preußischen Kreises Eupen zum Land Belgien gehörte der Abschnitt der Lütticher Straße zwischen dem Ortsteil Bildchen und der Zollstation Weißhaus zum belgischen Territorium. Aus Traditionsgründen behielt die Straße dennoch ihren Namen bei, allerdings mit dem französischen Zusatz „Chaussee de Liège“. Von der Trotzenburg bei Montzen bis Henri-Chapelle erhielt sie den Namen „Route Charlemagne“, im Abschnitt bis Battice heißt sie dann wieder „Chaussee de Liège“ und „Chaussee Charlemagne“ und wechselt danach bis Lüttich noch mehrfach ihren Namen.
Nach intensiven touristischen Erschließungen des Aachener Waldes in der Zeit des Übergangs  vom 19. zum 20. Jahrhundert erhielt die Lütticher Straße für den zunehmenden Ausflugsverkehr der Städter in den Stadtwald und zu den dortigen neuen Ausflugslokalen einen Anschluss an die Straßenbahn Aachen. Deren Trasse verlief ab dem Jahr 1901 zunächst vom Aachener Marktplatz kommend bis zum Unteren Backertsweg und wurde 1907 bis nach Kelmis verlängert. Durch Schäden im Zweiten Weltkrieg schwer zerstört, wurde die Straßenbahnverbindung anschließend nicht reaktiviert. Während der Zeit des Nationalsozialismus hatte die Lütticher Straße den Namen „Emmichstraße“ erhalten, benannt nach dem Infanteriegeneral Otto von Emmich.
Zunehmender Verkehr ab der Mitte des 20. Jahrhunderts führte zu einer erneuten Überlastung der Lütticher Straße. Eine Abhilfe entstand schließlich durch den Bau der Autobahn 3 im Jahr 1964, die als Verlängerung der Bundesautobahn 44 von Aachen Süd nach Lüttich verläuft und Teil der Europastraße 40 ist. Im gesamten belgischen Verlauf bildet die Verbindung nach Lüttich heute einen Abschnitt der  „Nationalstraße 3“ und ist auf deutscher Seite Teil der Bundesstraße 264 nach Köln.

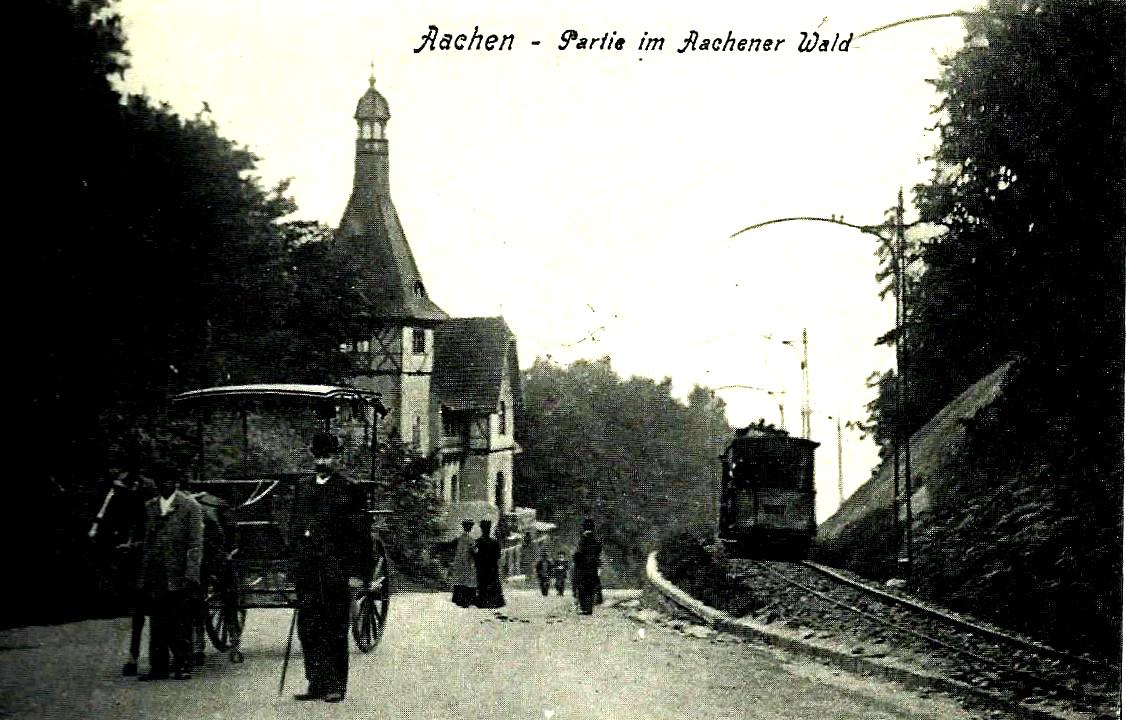
Waldschlösschen und Kleinbahn auf der Passhöhe
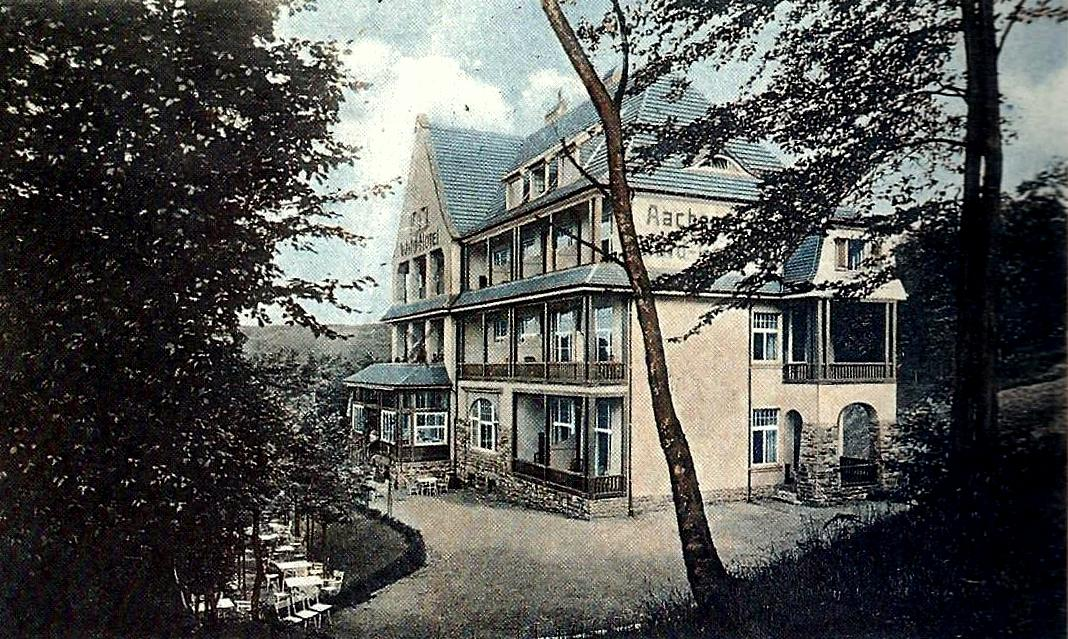
Waldhotel Aachen
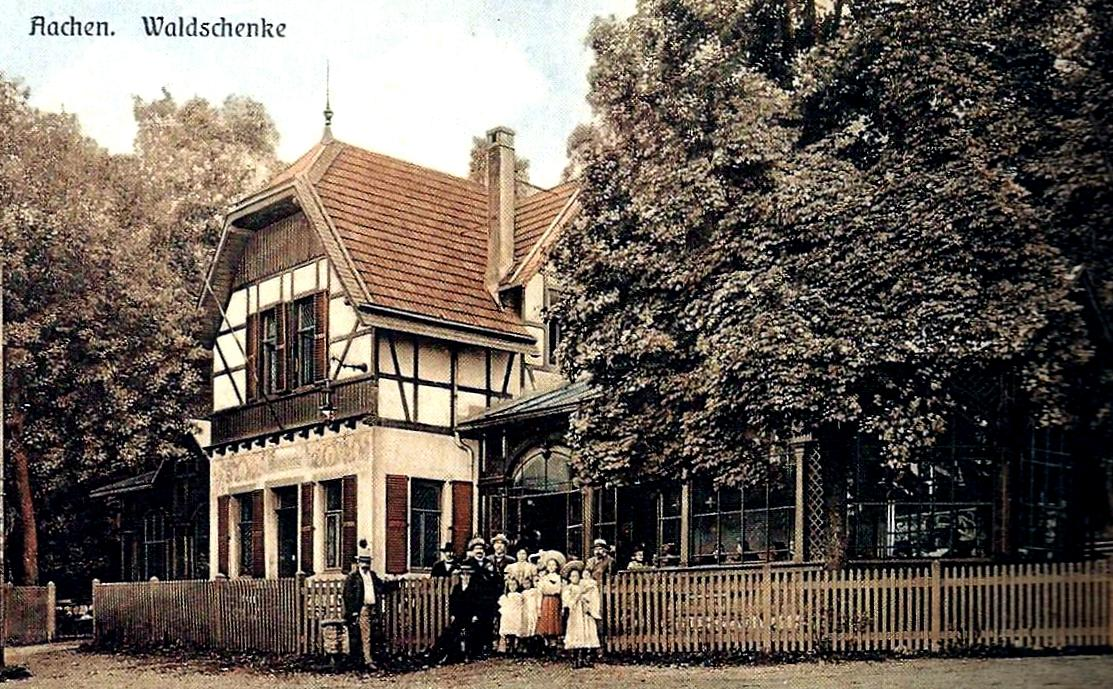
Waldschenke um 1910
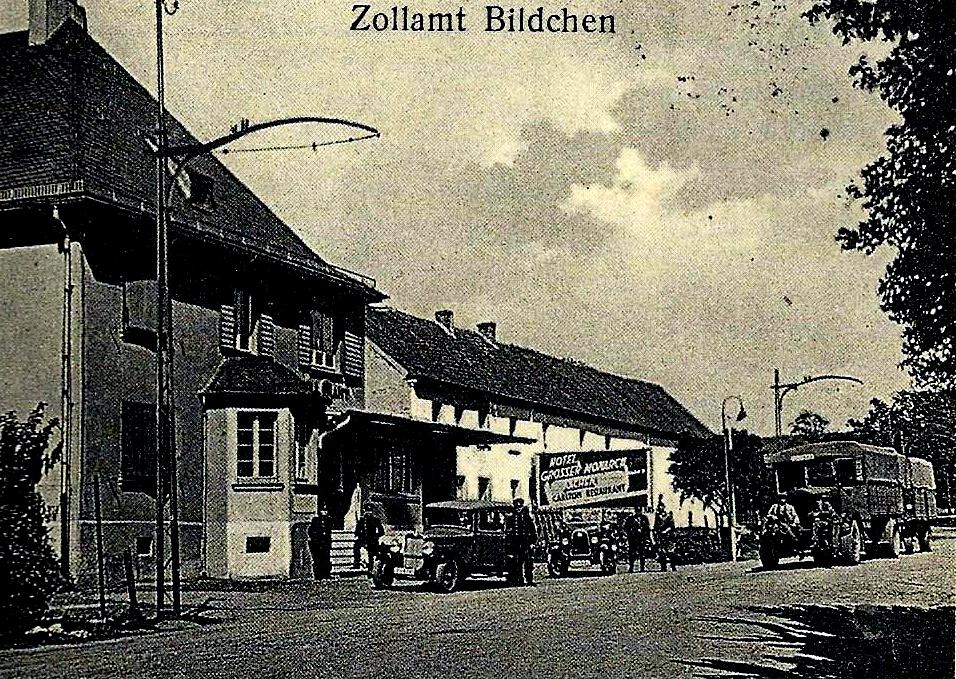
Ehemaliges Zollamt Bildchen

## Bebauung
Im Stadtgebiet Aachens befindet sich zu Beginn der Lütticher Straße der Haltepunkt Aachen Schanz und bereits nach vierhundert Metern zeigt sich stadtauswärts gesehen an der linken Straßenseite der Jüdische Friedhof Aachen. Rund 200 Meter weiter steht ebenfalls linksseitig das Couven-Gymnasium, ihm gegenüber auf der rechten Seite das Franziskushospital Aachen und weitere 600 Meter später an der Abzweigung der Straße „Preusweg“ befindet sich die Hauptniederlassung der Aachener Elisabethinnen. Hier wechselt auch der Jakobsweg, der vom Aachener Dom kommend über die Jakobstraße und die Lütticher Straße verläuft, auf den Preusweg und weiter auf den Moresneter Weg hoch zur Wallfahrtsstätte Moresnet-Chapelle zieht.
Im weiteren Verlauf der Lütticher Straße liegt auf Höhe von Gut Grundhaus, einst ebenfalls ein Restaurant, auf der rechten Straßenseite der Von-Halfern-Park und wenige hundert Meter weiter auf der Passhöhe des Stadtwaldes, unter der der Buschtunnel für die Bahnlinie Aachen-Lüttich verläuft, das heute noch bestehende Ausflugslokal „Waldschänke“. Von dort aus gab es über einen kurzen Stichweg, den „Karlshöher Hochweg“, einen Zugang zum ehemaligen „Städtischem Etablissement Restaurant Karlshöhe“ und auf der anderen Seite der Lütticher Straße befand sich zur gleichen Zeit im Hang das zu Beginn des 20. Jahrhunderts erbaute Ausflugslokal „Waldschlösschen“ sowie am Eingang zum Osterweg 200 Meter weiter das „Waldhotel“, die alle drei nach dem Zweiten Weltkrieg abgerissen wurden. Wenige hundert Meter weiter auf der Lütticher Straße zweigt links die Zufahrt zum noch bestehenden Waldrestaurant „Gut Entenpfuhl“ ab. Des Weiteren zeigt sich rund 500 Meter nach der Passhöhe am Fuße des Waldhanges rechts der Hauptstraße im Bereich des „Unteren Backertswegs“ die 1909 gegründete ehemalige Lungenheilstätte für Erwachsene mit angeschlossenem Kinderheim, aus denen später das „Zentrum für Kinder-, Jugend- und Familienhilfe“ Maria im Tann wurde. In unmittelbarer Nachbarschaft befindet sich der einzige Kletterwald Aachens sowie die in den 1960er-Jahren erbaute Siedlung Preuswald.
Im weiteren Verlauf der Lütticher Straße folgt schließlich die dörfliche Grenzsiedlung Bildchen, von wo aus die alte Verbindung über Hergenrath nach Eupen abzweigt. Im gesamten Verlauf der Lütticher Straße ab der Passhöhe bei Waldschenke bis hinunter zur Grenze bei Bilchen sind in deren Umfeld noch mehrere unter Denkmalschutz gestellte Bunkeranlagen aus dem Zweiten Weltkrieg erhalten. Unmittelbar hinter der heutigen Grenze bei Kelmis erstrecken sich rechts und links der Hauptstraße auf den Arealen der ehemaligen Gebiete von Neutral-Moresnet und Preußen die stillgelegten und renaturierten Flächen der ehemaligen Galmeigruben von Kelmis, die seit 1839 im Besitz des belgischen Unternehmens Vieille Montagne standen. Das noch vorhandene prachtvolle Direktionsgebäude Vieille-Montagne unmittelbar an der Lütticher Straße ist Zeugnis vergangener Industriegeschichte und beherbergt seit 2018 das Museum Vieille Montagne.

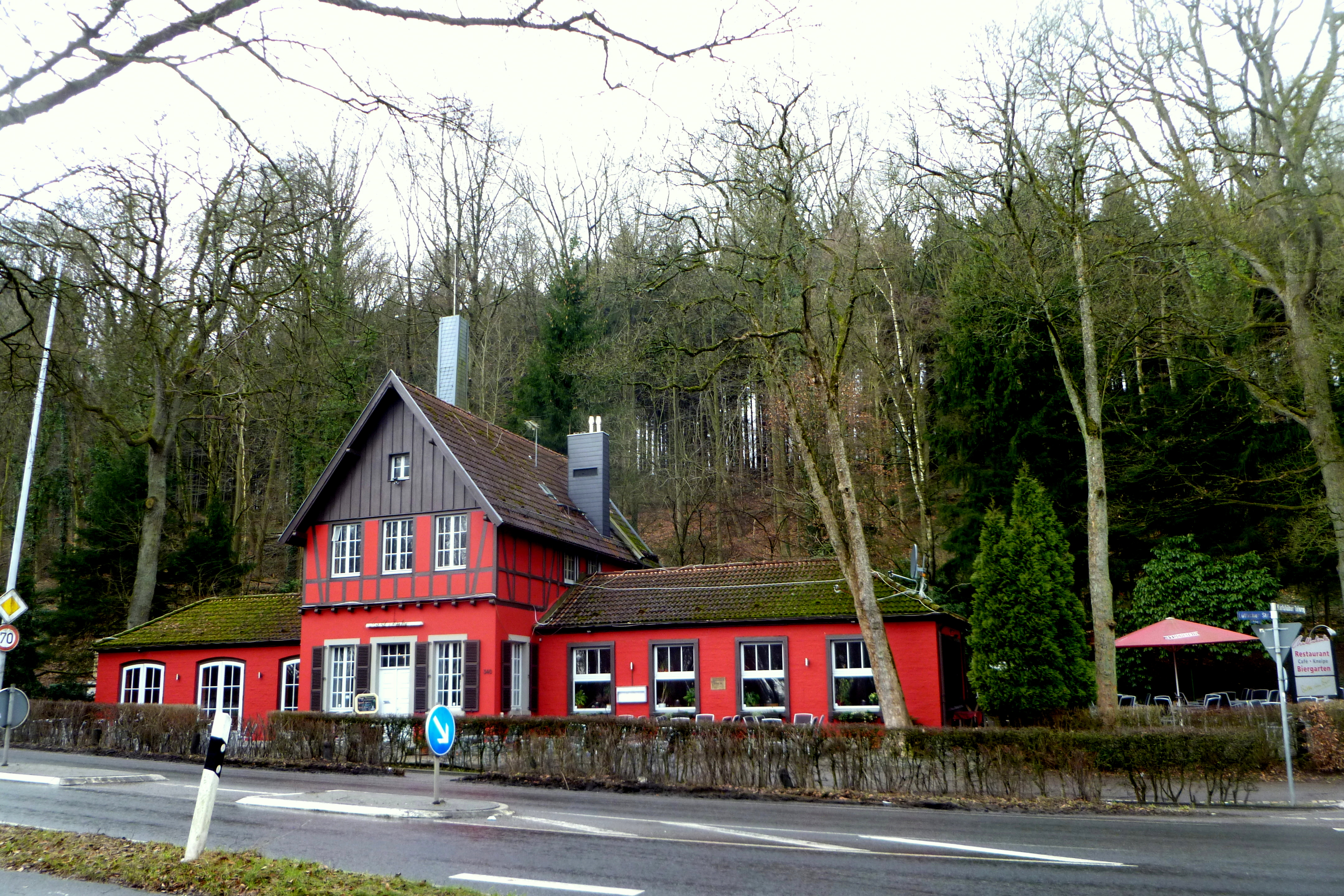
Waldschenke 2020
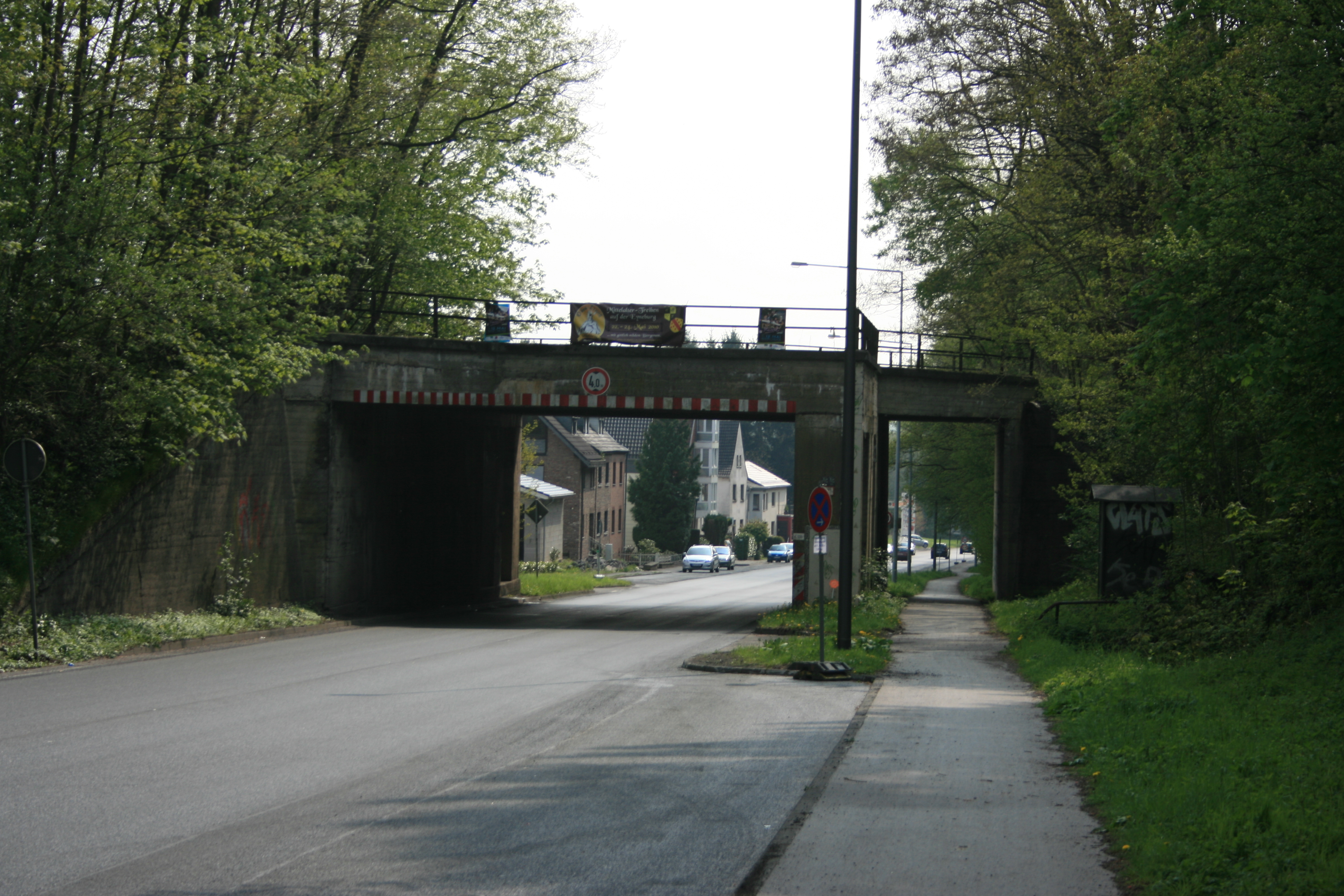
Eisenbahnbrücke bei Bildchen (Brücke seit 2013 nicht mehr existent)
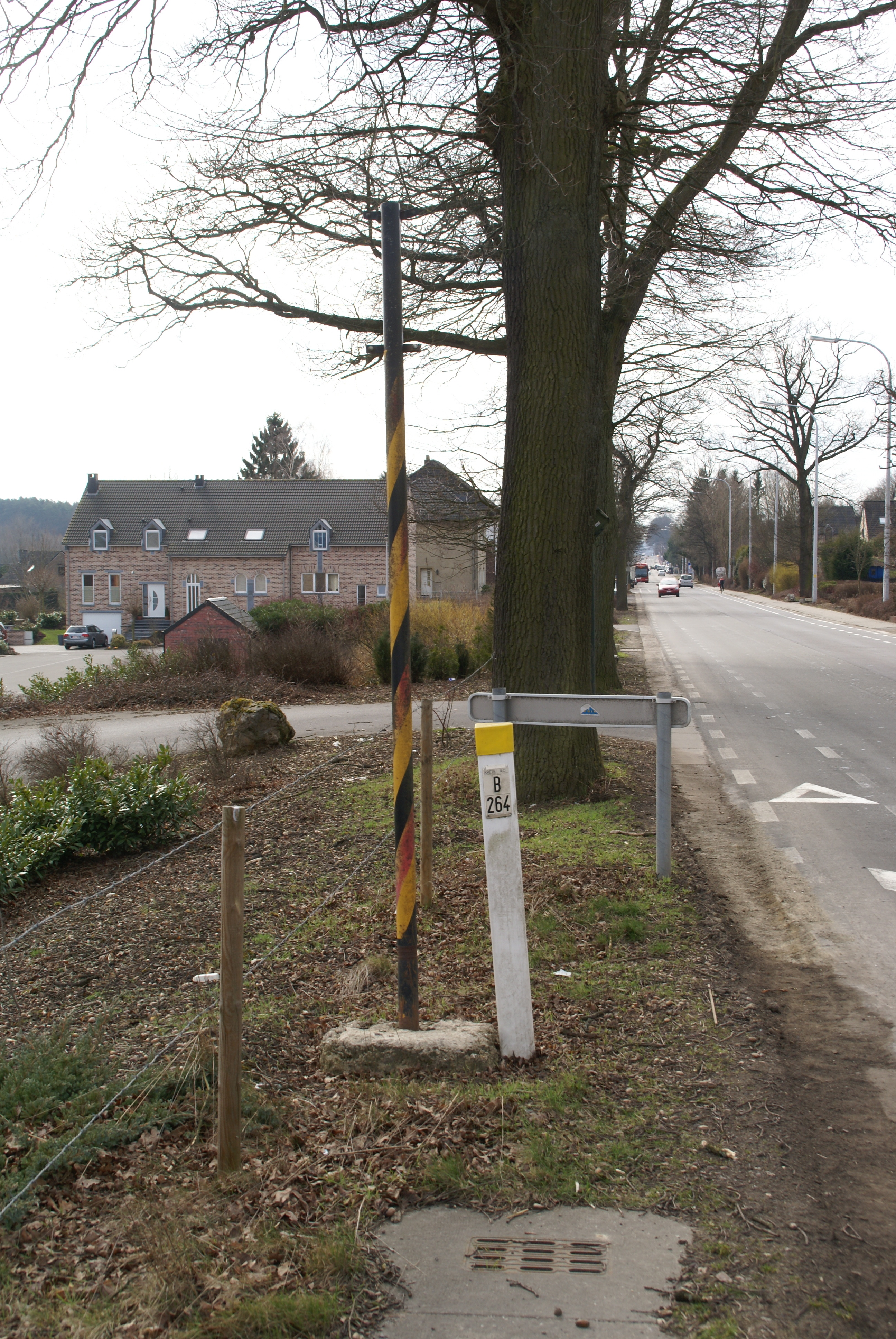
Grenzübergang 2010
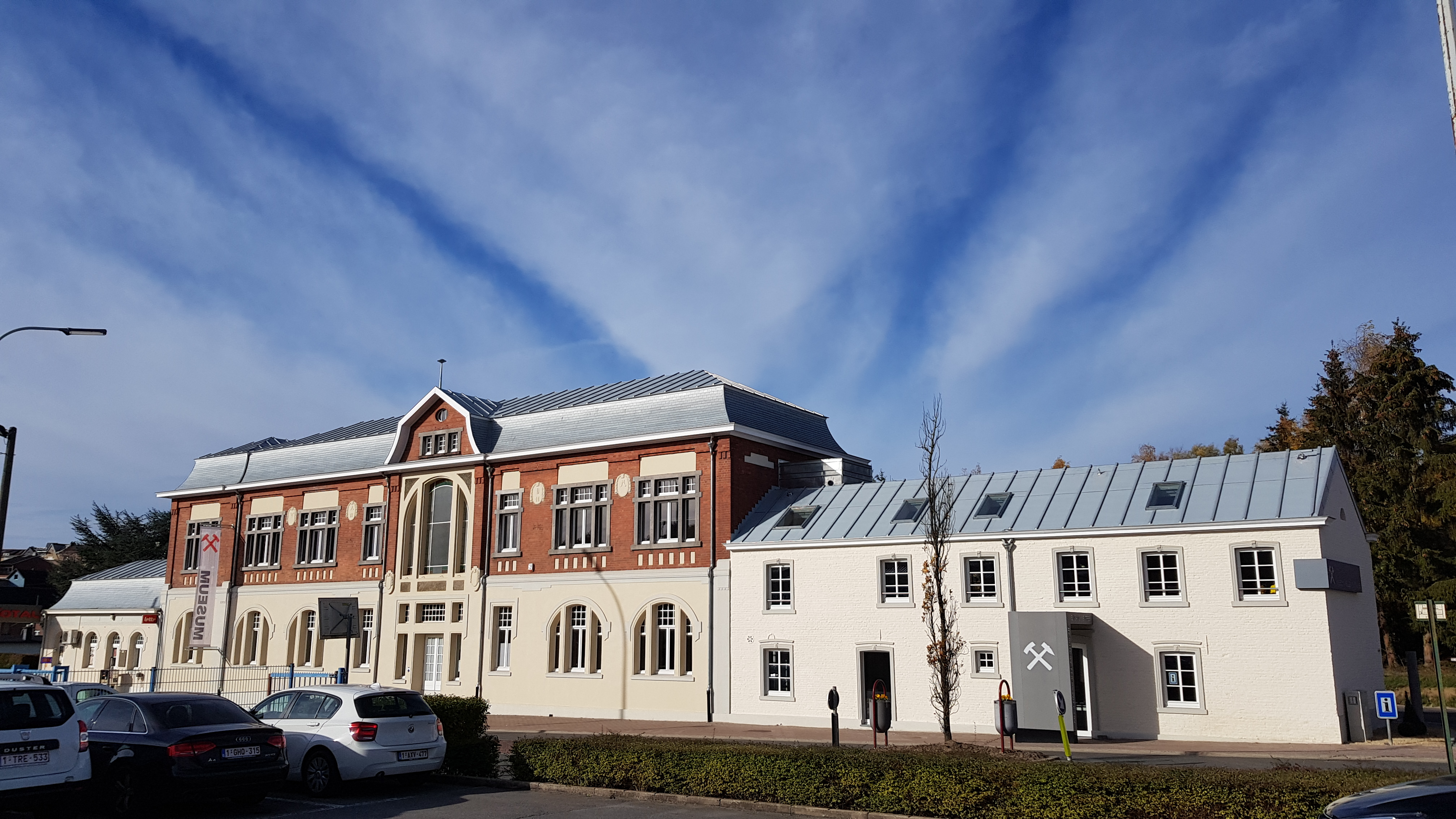
Direktionsgebäude Vieille Montagne Kelmis
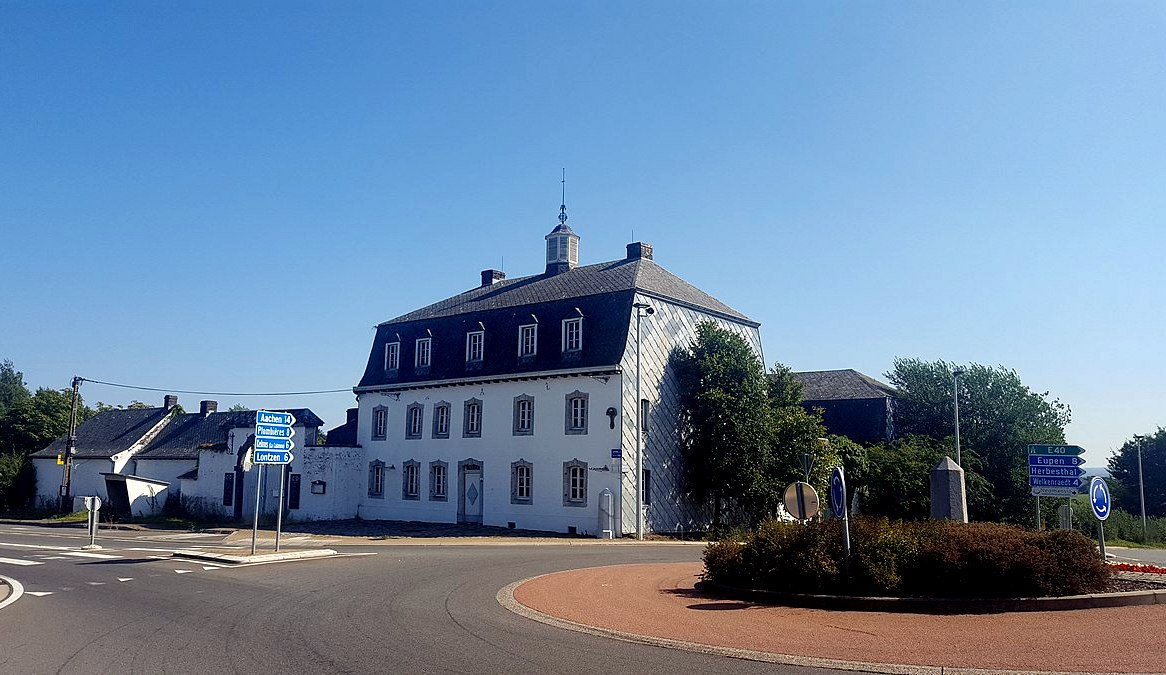
Ehemalige preuß.-belg. Grenzstation „Weißhaus“